# Michael Streiter
Michael Streiter (* 19. Jänner 1966 in Hall in Tirol) ist ein ehemaliger österreichischer Fußballspieler und heutiger -trainer.

## Aktive Karriere
Während seiner aktiven Karriere als Abwehrspieler spielte Michael Streiter für den SV Volders, FC Wacker Innsbruck, FC Swarovski Tirol, FC Tirol Innsbruck, FK Austria Wien und WSG Wattens. Der 20-fache U-21-Teamspieler Österreichs feierte sein A-Nationalmannschafts-Debüt am 23. August 1989 gegen Island. Er nahm an der Fußball-Weltmeisterschaft 1990 in Italien teil und war dort bei allen drei Vorrundenspielen der Österreicher im Einsatz. Insgesamt absolvierte er 34 Team-Spiele, wobei ihm ein Tor gelang.

## Karriere als Trainer
Nachdem er seine aktive Karriere beendet hatte, übernahm Streiter im Sommer 2002 das Traineramt bei der SPG Wattens/Wacker in der österreichischen Regionalliga-West und führte diesen erfolgreich zum Meistertitel und damit in die Red Zac Erste Liga. Trotzdem wurde Streiter nach der Saison von Helmut Kraft abgelöst.
Zur Saison 2005/06 übernahm er den Zweitligisten SCR Altach und konnte mit diesem seinen zweiten Aufstieg feiern, diesmal in die Bundesliga.
Am 24. April 2007 haben sich Streiter und der SCR Altach einvernehmlich getrennt. Der Grund waren Differenzen Streiters mit dem Spieler Leonardo da Silva. Der Klub verlangte von Streiter, den Brasilianer im nächsten Spiel aufzustellen, da dieser von verschiedenen Vereinen beobachtet werden sollte. Streiter hatte Leonardo jedoch (wie auch Froylán Ledezma) wegen disziplinärer Verfehlungen aus dem Altacher-Kader geworfen und weigerte sich, von dieser Maßnahme abzurücken.
Am 25. Juni 2007 übernahm Michael Streiter den Posten als Trainer der Amateurmannschaft des FC Red Bull Salzburg, der Red Bull Juniors, die mit Thorsten Fink als Trainer den Aufstieg in die Red Zac Erste Liga erreicht hatte.
Am 10. Jänner 2008 bekam Michael Streiter den Assistenzposten von Thorsten Fink, da dieser zum FC Ingolstadt wechselte. Sein Nachfolger als Trainer der Red Bull Juniors in der Red Zac Ersten Liga wurde Lars Søndergaard.
Am Ende der Saison 2008/09 verließ Streiter Red Bull Salzburg, da er laut eigener Aussage wieder „Verantwortung übernehmen“ wolle. Im Sommer 2010 übernahm er bei seinem Heimverein, dem FC Raika Volders, in der Landesliga West die Funktion als Trainer. Obwohl er den ersten Durchgang am ersten Platz abschloss, verließ er am 26. Oktober 2010 die Tiroler, da er vom SV Horn (Regionalliga Ost) ein Angebot als Trainer erhielt. 2012 gelang ihm mit diesem Verein der Aufstieg in die Erste Liga, wo er mit den Niederösterreichern souverän den Klassenerhalt schaffte. Da diese in der Saison 2013/14 das Budget reduzierten, musste Streiter den Verein verlassen.
Er wurde am 27. Dezember 2013 als neuer Trainer von Wacker Innsbruck vorgestellt, nachdem dort Roland Kirchler wegen anhaltender Misserfolge entlassen worden war. Er konnte den Abstieg der Innsbrucker aber nicht verhindern. Nach vier Niederlagen in Folge, 18 Punkten aus 15 Spielen und einem Rückstand von 15 Punkten auf den Tabellenführer LASK trennte sich der Verein am 21. Oktober 2014 von Streiter.

## Erfolge als Spieler
- 3 × Österreichischer Meister: 1989, 1990, 2001
- 2 × Österreichischer Cupsieger: 1989, 1993
- Rekordspieler von Wacker Innsbruck mit 405 Einsätzen
- WM-Teilnahme 1990 mit der öst. Nationalmannschaft

## Erfolge als Trainer
- Aufstieg in die Erste Liga:  SPG Wattens Wacker 2003; SV Horn 2012
- Aufstieg in die Bundesliga: SC Altach 2006
- Aufstieg in die Tiroler Liga: FC Volders 2018